# ゲオルゲ・ゲオルギュ＝デジ
ゲオルゲ・ゲオルギュ＝デジ（ルーマニア語: Gheorghe Gheorghiu-Dej, [ˈɡe̯orɡe ɡe̯orˈɡi.u ˈdeʒ]; 1901年11月8日 – 1965年3月19日）は、ルーマニアの政治家、電気技術者。ルーマニア共産党書記長（1948年2月以降は「第一書記」）、ルーマニア閣僚評議会議長、ルーマニア国家評議会議長を歴任した。
1930年代初頭から共産主義運動に参加し、第二次世界大戦勃発後にイオン・アントネスク政権の手でテルグ・ジウの強制収容所に収監される。1944年8月、ルーマニア王国の君主、ミハイ一世はアントネスクを追放し、アントネスクは戦争犯罪の罪で逮捕され、1946年に銃殺刑に処せられた。ミハイ一世による宮廷クーデターに伴い、ゲオルギウ＝デジは収容所から釈放された。1947年12月30日、ゲオルギウ＝デジは首相のペトル・グローザとともにミハイ王に対して退位を迫った。ミハイ王は退位文書に署名し、国外に亡命した。これにより、ルーマニアは共産主義者が采配を振る国家になった。
1952年、ゲオルギウ＝デジは対立関係にあったアナ・パウケルらを粛清・追放したのちに党内で実権を握り、ルーマニアにおいて実質的な指導者の地位にあり続けた。
ゲオルギウ＝デジは、1950年代末にニキータ・フルシチョフが開始した脱スターリン化政策の一部に困惑しながらも、ゲオルギウ＝デジによる統治下で、ルーマニアはソヴィエト連邦に対して最も忠実な衛星国の一つとみなされるようになった。ゲオルギウ＝デジの政策においては、ルーマニアと西側諸国との貿易・経済関係の大幅な強化措置が講じられた一方で、ルーマニア国内における人権侵害も指摘されるようになった。
1965年3月19日、肺癌で死亡。ゲオルギウ＝デジの死後、彼の後継者的な存在であったニコラエ・チャウシェスクがルーマニア共産党書記長に就任した。

## 生い立ち
1901年、ルーマニア王国トゥトヴァ（Tutova, 現在のヴァスルイ県）ブルラドにて、父タナーセ・ゲオルギウ(Tănase Gheorghiu)と、母アナ・ゲオルギウ(Ana Gheorghiu)の間に生まれた。2歳の時、ニコラエ・ゲオルゲ・イオネスク(Nicolae Gheorghe Ionescu)の養子として引き取られた。ゲオルゲは学校に入学し、教育を受けた。学校を卒業後、ゲオルゲはモイネシュティ(Moinești)にある石油会社「Steaua Română」にて電気技師の資格を取得したのち、ルーマニア鉄道ガラーツィ駅の作業場で働いた。1920年、トロートシュルイ川にて行われた、労働争議に参加する。1919年から1921年にかけては、クンピナで電気技師として働き、ガラーツィに戻ったのち、鉄道の操車場にて電気技師として働いた。「共産主義の扇動者」と非難されたゲオルゲは、ガラーツィ駅からデジの町の操車場に移ったことから、「デジ」の渾名を付けられた。ゲオルゲは「陰謀と、他人を操る恐るべき能力の持ち主」であり、「バルカン半島のマキアヴェリ」と呼ばれるようになった。
コマネシュティ(Comănești)にある工場で働いていたころ、ゲオルギウは労働組合に入り、大規模な労働争議に参加した。これは1920年10月20日から10月28日にかけて実施され、ルーマニア全土から40万人を超える産業労働者が集まった。これに参加した者たちは、ゲオルギウを含めて1920年に全員解雇された。その1年後、ゲオルギウはガラーツィ(Galați)にある路面電車会社に電気技師として雇われたが、ここで9時間労働への反対と賃上げを要求する抗議行動を組織したことで解雇された。その後、ガラーツィにあるルーマニア鉄道(Căile Ferate Române, チャイレ・フェラーテ・ロムネ)の作業場での仕事に雇用された。労働者たちの生活水準は既に低いものであったところに、世界恐慌がルーマニア国民に追い打ちをかけた。ゲオルギウは政治活動に積極的に関わるようになり、1930年にルーマニア共産党に入党した。ゲオルギウは、モルダヴィアにあるルーマニア鉄道の作業場にて、扇動を編成する役割を任命された。
1931年8月15日、ゲオルギウは「共産主義を扇動した」との理由で告発され、トランスィルヴァニアにある町、デジに懲罰的に移送された。彼はここでも組合活動を続けた。1932年2月、組合は、労働環境の改善と賃上げを要求する嘆願書をルーマニア鉄道に提出した。これに対し、ルーマニア鉄道はデジにある工場を閉鎖し、ゲオルギウを含む全労働者を解雇した。ゲオルギウは、国内にある他のルーマニア鉄道の作業場で雇用される機会を失った。

## 共産活動
彼は他のゲオルギウという名の組合活動家と識別するため、秘密警察のスィグランツァ(Siguranța)から「ゲオルギウ＝デジ」という呼び名を名乗るようになった。ルーマニア鉄道を解雇されたゲオルギウ＝デジは、以前よりも積極的に組合の組織化と、イヤーシ、パシュカーニ、ガラーツィの労働者たちをまとめ上げる作業を進めた。ゲオルギウ＝デジは、1932年7月14日から15日の夜にかけて「反体制的な内容の貼り紙をジュレシュティ通りの壁や電柱に貼り付けた」との理由で逮捕され、ヴァカレシュティ刑務所に収容された。弁護士のヨスィフ・シュライエル(Iosif Schraier)の弁護により、その貼り紙は1932年に実施されたルーマニア総選挙の選挙運動中に関連するものであったことが判明し、ゲオルギウ＝デジは釈放された。1932年10月3日、イヤーシで開催された労働者集会の終盤で「『資本家階級との戦いに向けて団結する』よう呼びかけたのち、警察本部長を殴った」として告発され、一時的に逮捕されるも、実際にはこれは冤罪であることが判明し、釈放された。1933年1月、ルーマニア政府は、新たな賃金削減を含む、さらに厳しい緊縮財政を発表したが、これは労働者たちをより先鋭化させた。ゲオルギウ＝デジは、組合の会長であるコンスタンティン・ドンチャとともに、ブカレスト(București)にいる労働者たちを率いて非常に大規模な同盟罷業を実施した。これは1933年に行われた「ルーマニア鉄道グリヴィア労働争議闘争」として知られている。交渉は決裂に終わり、同盟罷業を危惧した政府は、ブカレストを含めた都市に戒厳令を敷いた。ゲオルギウ＝デジは、1933年2月14日から15日の夜間にかけて逮捕された。

### 獄中派
ゲオルギウ＝デジは、軍事法廷の下した判決で刑務所に送られ 、ドフターナ刑務所やその他の施設で服役した。1936年には、獄中の身でありながら党中央委員会の委員の1人に選出され、ルーマニア共産党内において「獄中派」と呼ばれる派閥の指導的立場となった。獄中派に対し、モスクワで亡命生活を送っていた共産党員は「モスクワ派」と呼ばれ、アナ・パウケル(Ana Pauker)がこれに相当し、「モスクワ派」と「獄中派」は区別される。ゲオルギウ＝デジは、イオン・アントネスク(Ion Antonescu)政権の全期間および第二次世界大戦の時期の大半をテルグ・ジウ収容所で過ごしていた。ゲオルギウ＝デジは、ソ連がルーマニアを占領したのちの1944年10月にルーマニア共産党書記長に就任するが、党内において実権を握っていたのは、戦後しばらく非公式の指導的立場にあったアナ・パウケルであった。1952年にアナ・パウケルらモスクワ派の同志を粛清・追放したのち、ゲオルギウ＝デジは実権を掌握することになる。
獄中生活を送っていたころのゲオルギウ＝デジは、ニコラエ・チャウシェスク(Nicolae Ceaușescu)と知り合う。2人が収容所に投獄されたのは、共産党が企画した集会後のことであった。ゲオルギウ＝デジは、チャウシェスクに対してマルクス・レーニン主義の理論と原則を教え、収容所から解放されたのち、ゲオルギウ＝デジが堅実に権力を掌握する過程でチャウシェスクに対して弟弟子のように接した。
1944年8月23日、ルーマニアの君主・ミハイ一世(Mihai I)が宮廷クーデターを起こし、アントネスクを解任し、逮捕させた。このクーデターに伴い、ゲオルギウ＝デジはほかの共産党員たちとともに釈放された。
1946年から1947年にかけてパリで行われた講和会議においては、ゲオルギウ＝デジは、ゲオルゲ・タタレスク(Gheorghe Tătărescu)率いるルーマニア代表団の一員にもなった。

## 権力掌握

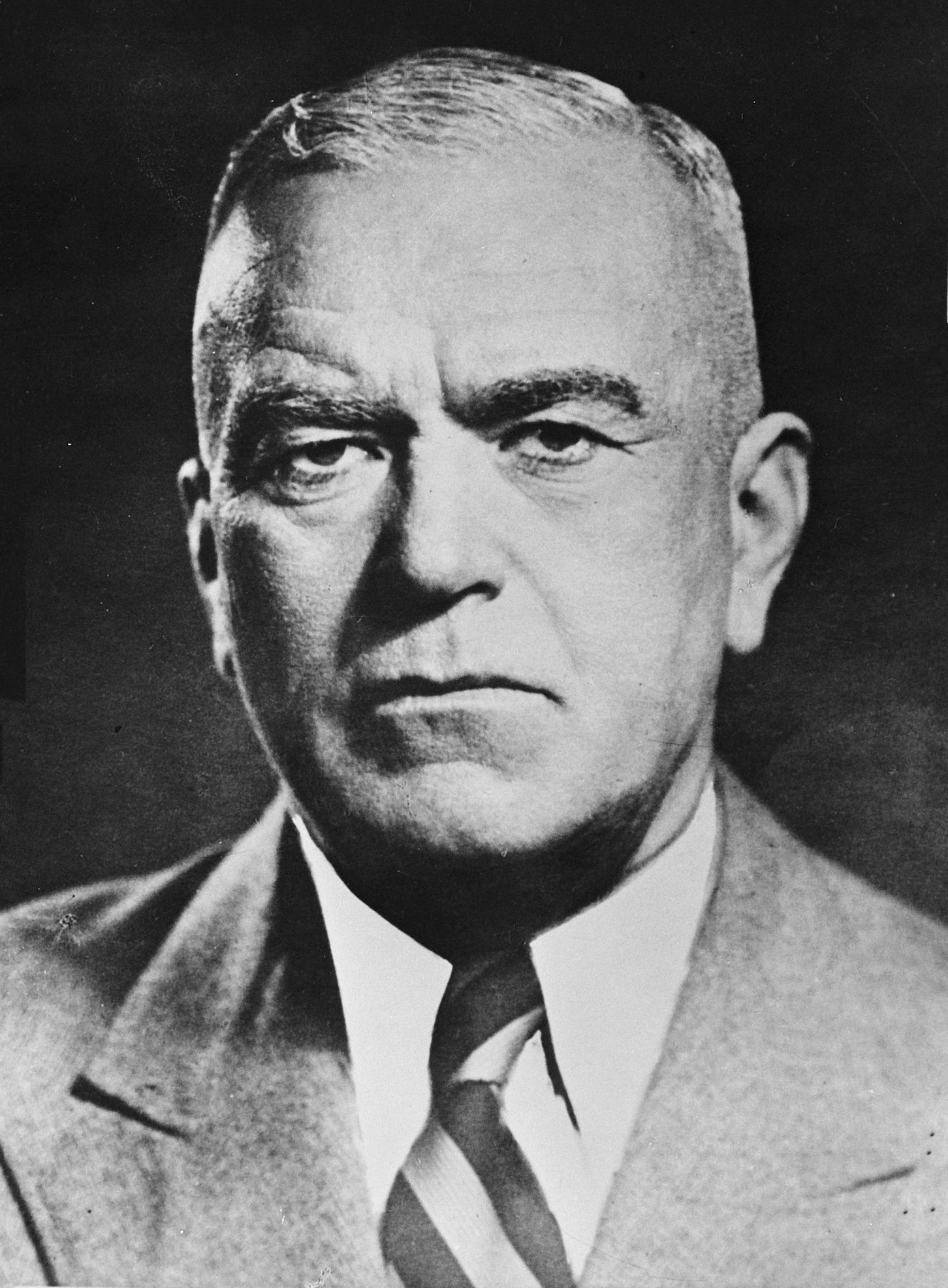
ペトル・グローザ

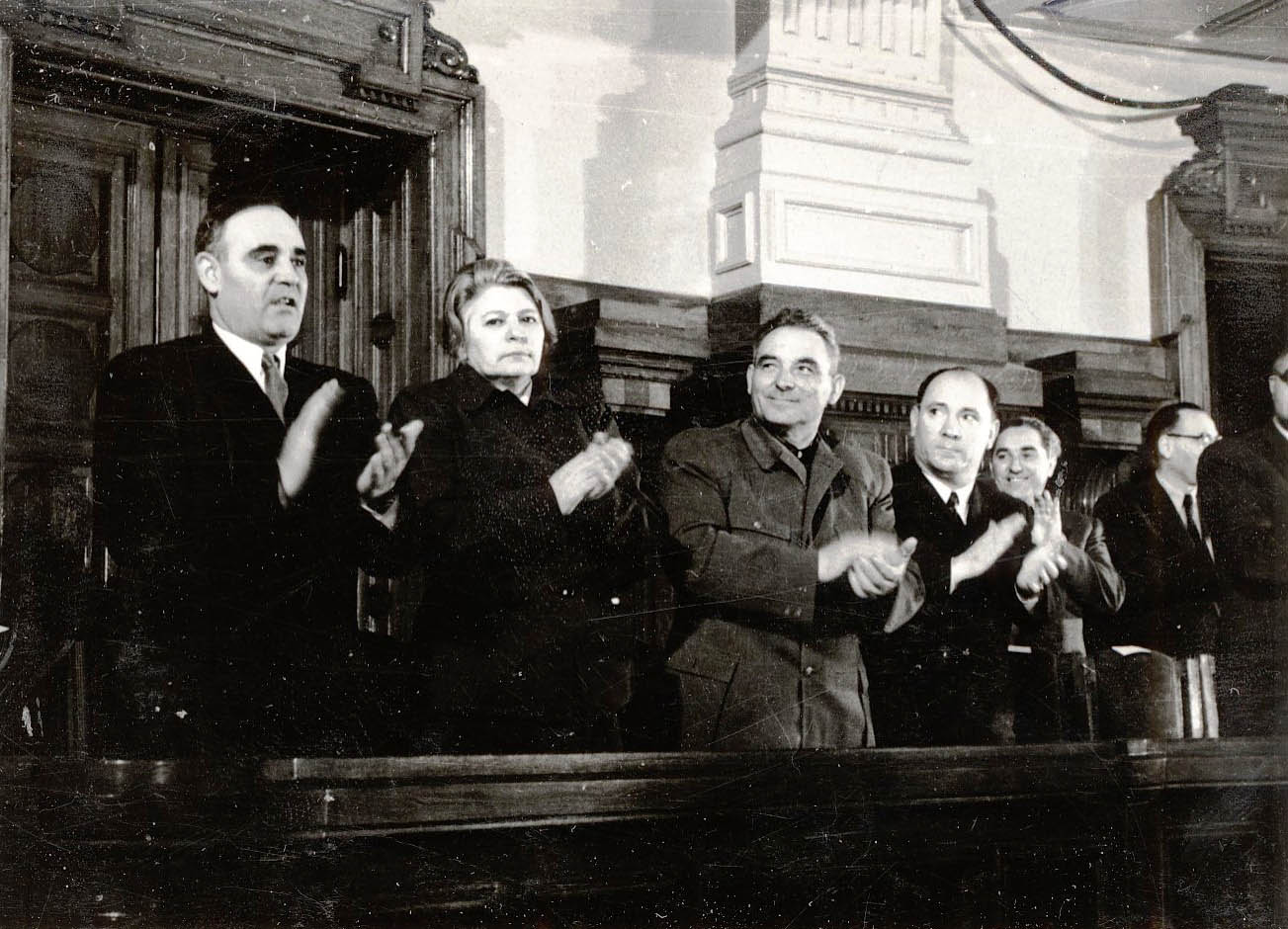
1951年4月7日、ルーマニア大国民議会での様子。左から、ゲオルギウ＝デジ、アナ・パウケル、ヴァスィーレ・ルカ、テオハリ・ジョルジェスク

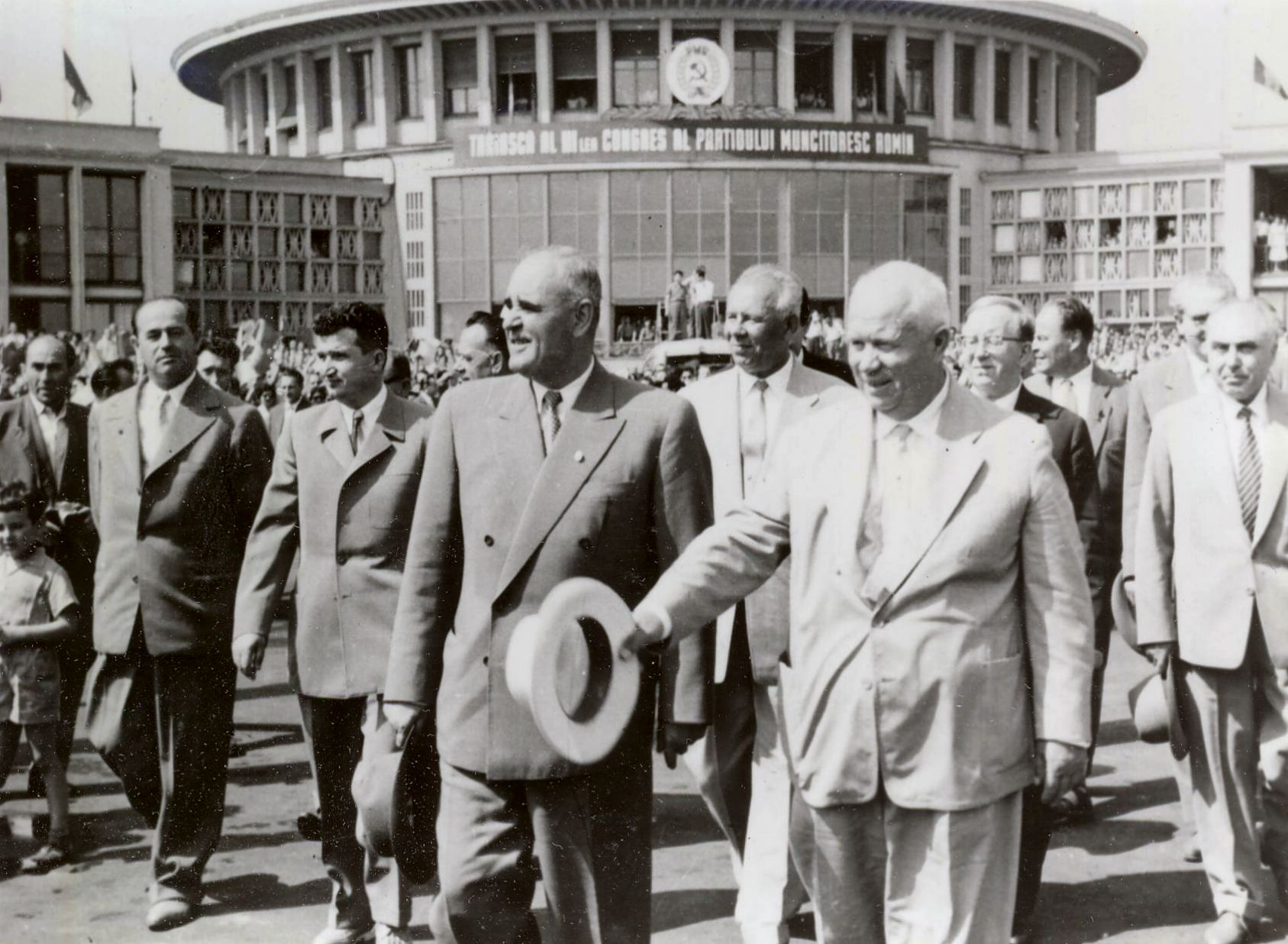
1960年6月、第7回ルーマニア共産党大会閉会後、ブカレストにあるバネアサ空港にて、ニキータ・フルシチョフを見送るゲオルギウ＝デジ。ゲオルギウ＝デジの右後ろにいるのはニコラエ・チャウシェスク

1947年12月30日、ゲオルギウ＝デジは、首相のペトル・グローザとともに、ミハイ一世に対して退位を迫った。この数年後、アルバニア共産党の共産指導者、エンヴェル・ホッジャ(Enver Hoxha)は、このとき、ゲオルギウ＝デジ自らミハイ王に対して銃を突き付け、「王位を放棄しなければ殺す」と恫喝した、と証言している。ゲオルギウ＝デジらがミハイ王に退位を迫った数時間後、1946年に実施された総選挙後に共産主義者の完全な統制下にあった議会は、王制を廃止し、ルーマニア人民共和国(Republica Socialistă România)の建国を宣言した。これをもって、ゲオルギウ＝デジが事実上ルーマニアの最も強大な権力者となった瞬間でもあった。
ルーマニア人民共和国建国宣言後の最初の5年間は、ゲオルギウ＝デジの協力者であり続けたペトル・グローザが閣僚評議会(Prim-ministrul Guvernului României)の議長（首相）を務めており、集団で指導する時代であった。しかし、グローザは1952年に首相を辞任し、ルーマニア大国民議会(Marea Adunare Națională)の議長に就任した。ゲオルギウ＝デジはグローザの後任として、共産主義者として初めて首相の座に就いた。ヨシフ・スターリン(Иосиф Сталин)治下によるソ連の影響力は、マルクス・レーニン主義の揺るぎない理念を持つ指導者と見なされていたゲオルギウ＝デジに有利に働いた。モスクワの経済的影響力は、ルーマニアの商業交流について、「ソヴロム」（SovRom, ルーマニアとソ連の経済企業。ソ連が資源を確保するための手段として設立された。1956年に解散）を設立したことでソ連の利益が守られる形となっており、ルーマニアにはほとんど利益をもたらさなかった。スターリンの死後も、ゲオルギウ＝デジは抑圧的な政策（ドナウ・黒海運河の建設の際に流刑労働者を働かせる）を変えようとはしなかった。ルーマニアでは、ゲオルギウ＝デジの命令により、農村部においては大規模な集団農場が実施された。
ゲオルギウ＝デジは党内の政敵の粛清にも着手した。1946年、ルーマニア共産党書記長であったシュテファン・フォリシュを、セクリターテ(Securitate)の長官、ゲオルゲ・ピンティリーエに殺害させ、1948年には法務大臣のルクレチウ・パトラシュカーヌを逮捕させ、その見せしめ裁判を扇動しており、いずれもゲオルギウ＝デジは党内で敵とみなしていた。ゲオルギウ＝デジは、書記局の委員であったアナ・パウケルと、その同盟者であるヴァスィーレ・ルカとテオハリ・ジョルジェスクも粛清・追放した。彼らはゲオルギウ＝デジの統治下で政治的・経済的失敗の責任を負わされ、悪玉化にされた。アナ・パウケルのような「モスクワ派」（彼女と同じく、党員の多くがモスクワで数年間亡命暮らしを送っていたことから、このように呼ばれる）と「獄中派」（その多くはファシスト政権の時期にドフタナ刑務所で過ごしていた）は敵対状態にあった。「獄中派」の事実上の指導者であったゲオルゲ・ゲオルギウ＝デジは、集団農場の強化を支持し、ルクレチウ・パトラシュカーヌの見せしめ裁判を後押しした。パトラシュカーヌは1954年にジラーヴァの刑務所で殺された。
ゲオルギウ＝デジは、自身に反対する者に対しては容赦しなかった。ゲオルギウ＝デジは冷酷なスターリニストであったが、ソ連の影響力とその重圧に対しては不快感も覚えていた。ゲオルギウ＝デジはのちの「脱スターリン化」(Десталинизация)に伴い、ルーマニアの指導者としてニキータ・フルシチョフ(Никита Хрущев)に対して断固とした敵対姿勢を見せた際にそれが明らかとなる。
ゲオルギウ＝デジは、彼女がユダヤ人であるというだけでなく、邪魔な存在でもあったパウケルを排除する好機と捉えた。ゲオルギウ＝デジはスターリンに対し、パウケル一派への対策を積極的に働きかけた。1951年8月、ゲオルギウ＝デジはモスクワを訪問し、パウケルだけでなく、書記局にいる彼女の同盟者、ヴァスィーレ・ルカとテオハリ・ジョルジェスクを粛清するため、スターリンから承認を得ようとした。しかし、政治学者および歴史学者のヴラディミール・ティスマナーノによれば、記録文書による証拠に基づき、「アナ・パウケルの失脚は、-1980年代にルーマニアで出版された某小説が我々にそう思わせてはいるが、- ゲオルギウ＝デジによる巧妙な術策だけが原因なのではなく、より適切に言うなら、何よりも、スターリンがルーマニアで大規模な政治的粛清を開始する決定を下したからである」という。
1952年5月27日、アナ・パウケル、ヴァスィーレ・ルカ、テオハリ・ジョルジェスクは書記局から粛清・追放された。モスクワ派の同志たちを粛清したことにより、ゲオルギウ＝デジの党と国家に対する支配力は強まることとなった。
ゲオルギウ＝デジはソ連の全面的な承認も得て、ルーマニアにおいて最も強大な2つの政治的地位を手中に収めた。1954年、ゲオルギウ＝デジはルーマニア共産党第一書記の座をゲオルゲ・アポストルに一時的に譲り、首相の座には留まった。しかしながら、ゲオルギウ＝デジがルーマニアにおける最高指導者である事実に変わりは無く、1955年には党内の統率力を取り戻し、同時に首相の座をキヴ・ストイカに譲渡した。1961年には、新設された国家評議会の議長に就任し、法律的にも国家元首となった。しかし、共産党の指導者の地位にあるという理由で、1947年以降、彼は既に事実上の国家元首の地位にあった。
歴史学者のヴラディミール・ティスマナーノは「スターリンがいなければ、ゲオルギウ＝デジは無名の存在のままであっただろう。スターリンのおかげで、ゲオルギウ＝デジはルーマニアの絶対的な指導者となった。ゲオルギウ＝デジはスターリンに忠実であり、一貫したスターリニストであり、スターリンの思想を積極的に受け入れた。それゆえにニキータ・フルシチョフが行ったスターリン批判に動揺し、憤慨さえしたのだ」と書いている。また、ドナウ・黒海運河の建設事業は、ゲオルギウ＝デジがスターリンを喜ばせるために推進したものであった。
ゲオルギウ＝デジは、ニキータ・フルシチョフによる脱スターリン化政策という新たな一連の行為に対して、当初は動揺を見せていた。その後、ゲオルギウ＝デジは1950年代後半にワルシャワ条約機構(The Warsaw Treaty Organization)と経済相互援助会議(The Council for Mutual Economic Assistance)において、ルーマニアが半自主的な外交・経済政策の事業計画立案者となり、とりわけ東ヨーロッパの共産主義ブロック全体に対するソ連からの指示に叛く形で、ルーマニアにおける重工業の創設を主導した（インドとオーストラリアから輸入した鉄資源を活用する形でガラーツィに新しい大規模な製鉄所を建設する）。皮肉なことに、ゲオルギウ＝デジ政権下のルーマニアは、かつてはソ連に最も忠実な衛星国の一つと考えられていたため、「外交政策の寛大さと『自由主義』が国内の抑圧と結び付いた様式を最初に確立したのは誰か」が忘れられる傾向にある。このような価値体系に基づいた措置は、「ソヴロム」の追放や、ソ連とルーマニアの共通文化事業の縮小により、明らかにされた。
1955年、ニキータ・フルシチョフがルーマニアを訪問した際、ゲオルギウ＝デジは、ルーマニア国内に駐留しているソ連軍を撤退させるよう要求した。
1958年6月、ソ連はルーマニアから最後の赤軍を撤退させた。これはゲオルギウ＝デジ個人の功績である。公式の『ルーマニア史』においてはベッサラビアについて言及しており、ルーマニアとソ連、2国間の関係に緊張を走らせる話柄もあった。さらに、ゲオルギウ＝デジ政権の末期には、（それまで秘匿されていた）カール・マルクス(Karl Marx)が残した文書が公開され、その内容は、かつてソ連の一部であったルーマニアの旧地域におけるロシアの帝国主義政策を扱ったものであった。
しかし、セクリターテは依然としてゲオルギウ＝デジの忠実な手先であった。1956年に勃発したハンガリー動乱のあとに、ルーマニアはワルシャワ条約機構加盟国の弾圧の波に加わった。動乱の指導者、ナギ・イムレ(Nagy Imre)に対して、ゲオルギウ＝デジは「舌で吊るすべきだ」と言い放った。ナギ・イムレは1958年6月に絞首刑に処せられた。
また、ゲオルギウ＝デジ政権下のルーマニアは、アメリカ合衆国を含む第一世界とも外交関係を結んだ。このような措置は、1963年にルーマニアを「友好的な共産国家」として見るようになっていたリンドン・B・ジョンソン(Lyndon B. Johnson)が大いに奨励した。また、1964年は多くの政治犯が釈放された年でもあった。

## 西側との交流

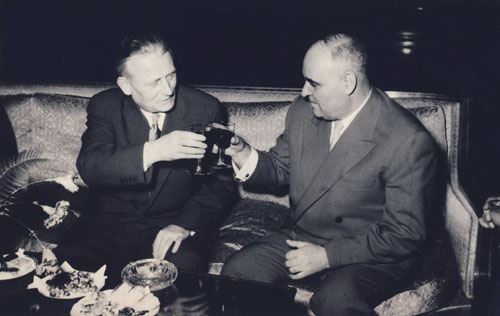
チェコ・スロバキア共産党第一書記、アントニーン・ノヴォトニーと乾杯するゲオルギウ＝デジ

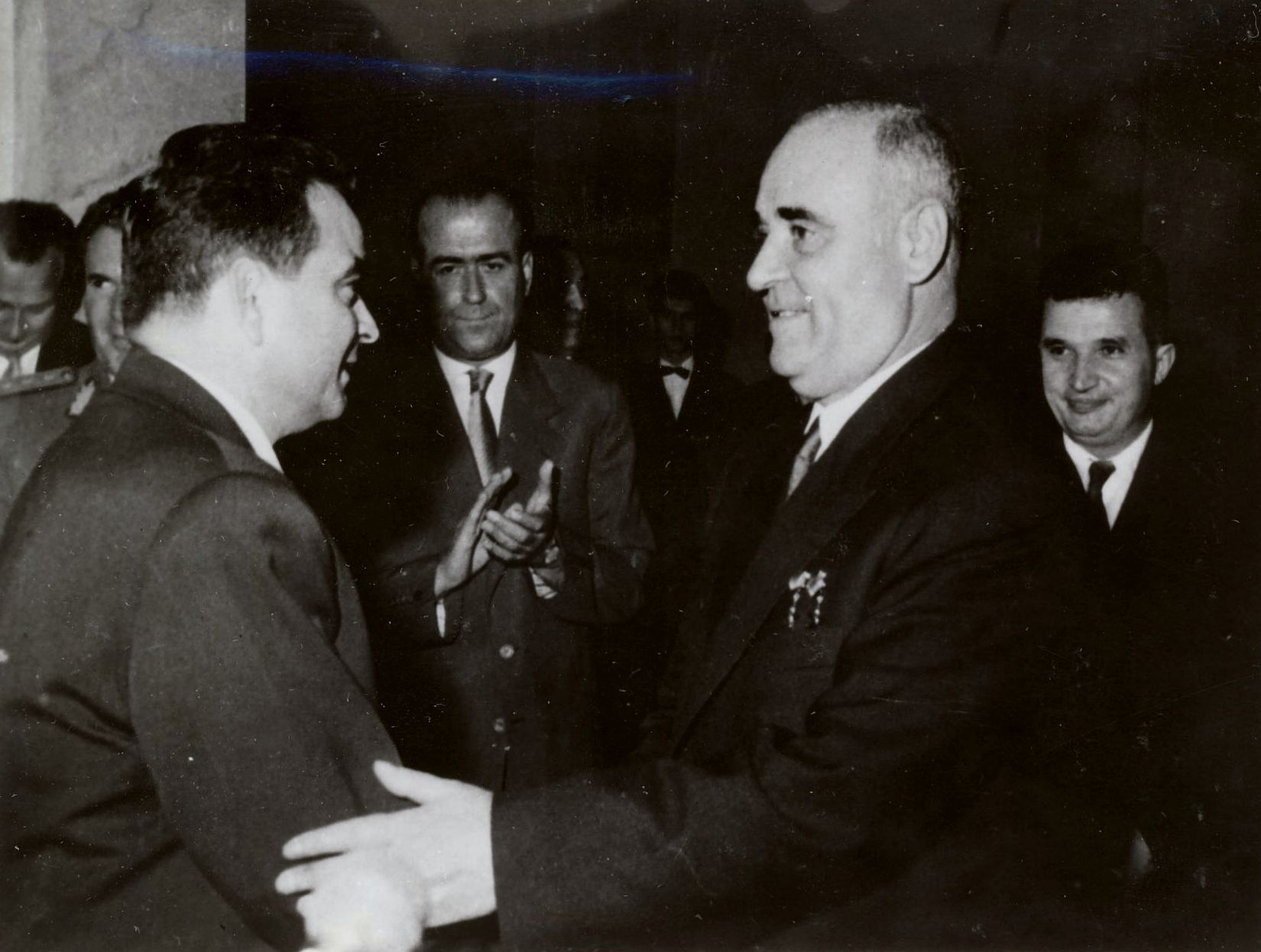
1961年11月8日、ブカレストにて、60歳の誕生日を祝うゲオルギウ＝デジ。後列中央左にいるのはルーマニア内務大臣、アレクサンドル・ドラギーチ。後列右にいるのはニコラエ・チャウシェスク

ゲオルギウ＝デジ政権の初期のころのルーマニアは、アメリカに対する諜報行為やルーマニア国内での人権侵害を告発・非難されており、西側諸国との関係に緊張が走っていた。1950年に発表された経済計画では、ルーマニアは「貿易全体の89%が共産圏のみとの取引」であり、ソ連の衛星国との結び付きが強かったゆえに、西側諸国との貿易は低水準に留まっていた。
しかし、その後のルーマニアは西側諸国との貿易に対して積極的な姿勢を明確に示すようになった。1952年には雑誌『ルーマニア対外貿易』が創刊され、西ヨーロッパの貿易業者に、ルーマニア産の石油や穀物を購入する機会を提供した。西側でも、ルーマニアが世界市場で自国の製品を販売する可能性を認める内容の記述が出てきた。1953年8月29日号の『タイムス』の記事では、「例を挙げると、ルーマニアは機械類や援助と引き換えに、食料品を含むロシアへの輸出を余儀なくされている多くのものについて、国際市場において、より高い価格で利益を出せる可能性がある、と考えられている」と書いた。ゲオルギウ＝デジも、「ルーマニアが西側諸国との貿易ができるようになれば、国民の生活水準が向上する可能性が出てくる」ことは理解していた。1953年以降、西側諸国は、アメリカ、イギリス、フランスが東ヨーロッパに輸出できる製品を限定していた輸出規制について、徐々に緩和していった。ゲオルギウ＝デジは、ルーマニアと西側諸国との交流の確立に対して意欲を示し、ブカレスト在住の西側の外交官の渡航制限を緩和し、西側のジャーナリストたちのルーマニアへの入国を許可した。また、1954年初頭、ルーマニアはイギリスに対してルーマニアの未払の賠償金の問題を解決するための協議を要請しており、イギリスは同年12月にこれに同意した。
ルーマニアの西側に対する外交政策は、対ソ連政策とも密接に繋がっていた。ルーマニアは、ソ連からの独立を強く主張することにより、西側との通商を振興できた。ゲオルギウ＝デジはこのことを理解しており、それゆえにルーマニアの主権を強調していた。1955年12月23日に開催された第二回ルーマニア共産党大会において、ゲオルギウ＝デジは5時間に及ぶ演説を行い、その中で、ルーマニアは外国（→ソ連の名を出して）の利益への従属を強いられるのではなく、自国の利益を守る権利がある趣旨や、国家共産主義の理念を強調した。また、ゲオルギウ＝デジは西側との貿易の着手についても話し合った。1956年、ゲオルギウ＝デジはルーマニアと西側諸国との対話を深めるため、新しい駐アメリカ合衆国特命全権大使に、国務長官のジョン・フォスター・ダレス(John Foster Dulles)、さらには合衆国大統領のドワイト・D・アイゼンハワー(Dwight D. Eisenhower)の両方に謁見するよう指示を出した。その後、アメリカ合衆国国務省はブカレストに図書館を設置し、アメリカとルーマニア両国の交流の深化に関心を示した。
しかしながら、1956年のハンガリー動乱、それをソ連が暴力的に鎮圧したことで、ルーマニアと西側諸国との交流は一時的に縮小した。それでもゲオルギウ＝デジは、ルーマニアのソ連からの独立の強化を続けた。それまでのルーマニアの学校では、ロシア語の学習が必修であったが、ゲオルギウ＝デジ政権下ではそれを取り止めた。ルーマニアは、1957年に出されたモスクワ宣言「社会主義国は、完全なる平等、領土保全、国家の独立ならびに主権の尊重、互いの問題への不干渉の原則に基づき、お互いの関係を構築する・・・社会主義国はまた、他のすべての国との経済および文化関係の全面的な拡大を支持する・・・」の声明を支持したが、この声明は、ゲオルギウ＝デジが唱えた国家主権や独立の旗幟とも一致していた。
1957年の時点でルーマニアは西側との貿易を大幅に拡大しており、この年の西側との貿易はルーマニアの貿易総額の25%に達していた。1960年代初頭までに、ゲオルギウ＝デジ政権下のルーマニアでは工業化が進み、生産性が向上した。第二次世界大戦後、ルーマニア国民の80%は農業に従事していたが、1963年には65%に減少していた。農作業に従事する者たちは減ったものの、農業の生産性は実際に向上していた。さらに、ゲオルギウ＝デジは貿易相手を西側に転換し、ルーマニアをソ連から切り離すことに成功した。ルーマニアは産業機器の多くを、西ドイツ、イギリス、フランスから輸入した。この貿易傾向はゲオルギウ＝デジによる経済計画に沿ったものであった。1960年、ゲオルギウ＝デジは対外諜報部長をパリとロンドンに派遣し、ルーマニアが経済相互援助会議からの指令を無視して西側との交流を望んでいる趣旨を明確にした。1964年、ゲオルギウ＝デジはアメリカと貿易協定を結んだ。これにより、ルーマニアはアメリカから工業製品を輸入できるようになった。この協定は、「西ヨーロッパに対して赤字を抱えている」というアメリカ企業の不満が誘因となった。時の大統領、ジョン・F・ケネディは、アメリカ企業の損失を懸念し、権力を行使してアメリカと西ヨーロッパの貿易を拡大させた。ケネディの後任、リンドン・B・ジョンソンもこの政策を踏襲した。
こうしてゲオルギウ＝デジは、西側との貿易を拡大し、ルーマニアを、ソ連圏の国として初めて、完全に独立した形で西側と貿易ができる国に変えた。ゲオルギウ＝デジは、国家主権政策でもって西側諸国におけるルーマニアの人気を高めた。アメリカの国民的な出版物の記事は、1950年代前半のルーマニアにおける人権侵害や抑圧についての報道から、1950年代半ばから1960年代初頭にかけてのルーマニアで脱スターリン化が進む趣旨の記事に移行していった。1960年代初頭、『タイムス』は、ゲオルギウ＝デジ治下のルーマニアが西側諸国との経済的な結びつきを強めている趣旨もしばしば報道した。ゲオルギウ＝デジによるルーマニアの対外関係、とりわけ西側諸国との関係の拡大の取り組みの成功は、1965年3月に行われたゲオルギウ＝デジの葬儀に、シャルル・ド・ゴール(Charles de Gaulle)が遣わしたフランスの全権公使を含む33の外国代表団が出席していた点でも明らかであった。ゲオルギウ＝デジによる政策は、その後任者であるニコラエ・チャウシェスクがルーマニアの新たな道筋をさらに推進するための段階のお膳立てに繋がった。

## 死

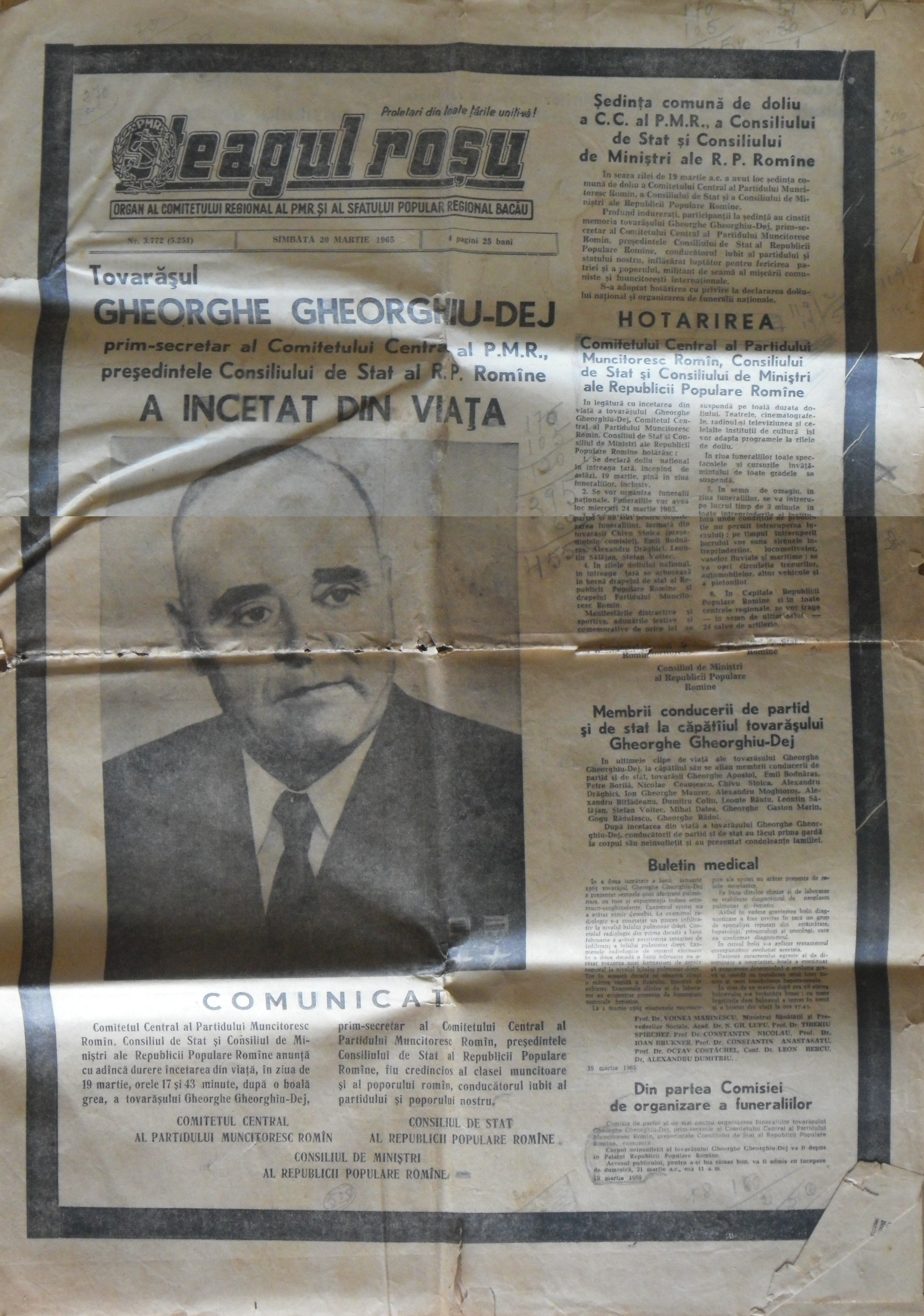
ゲオルギウ＝デジの死を伝える「赤旗」の報道（1965年3月20日）

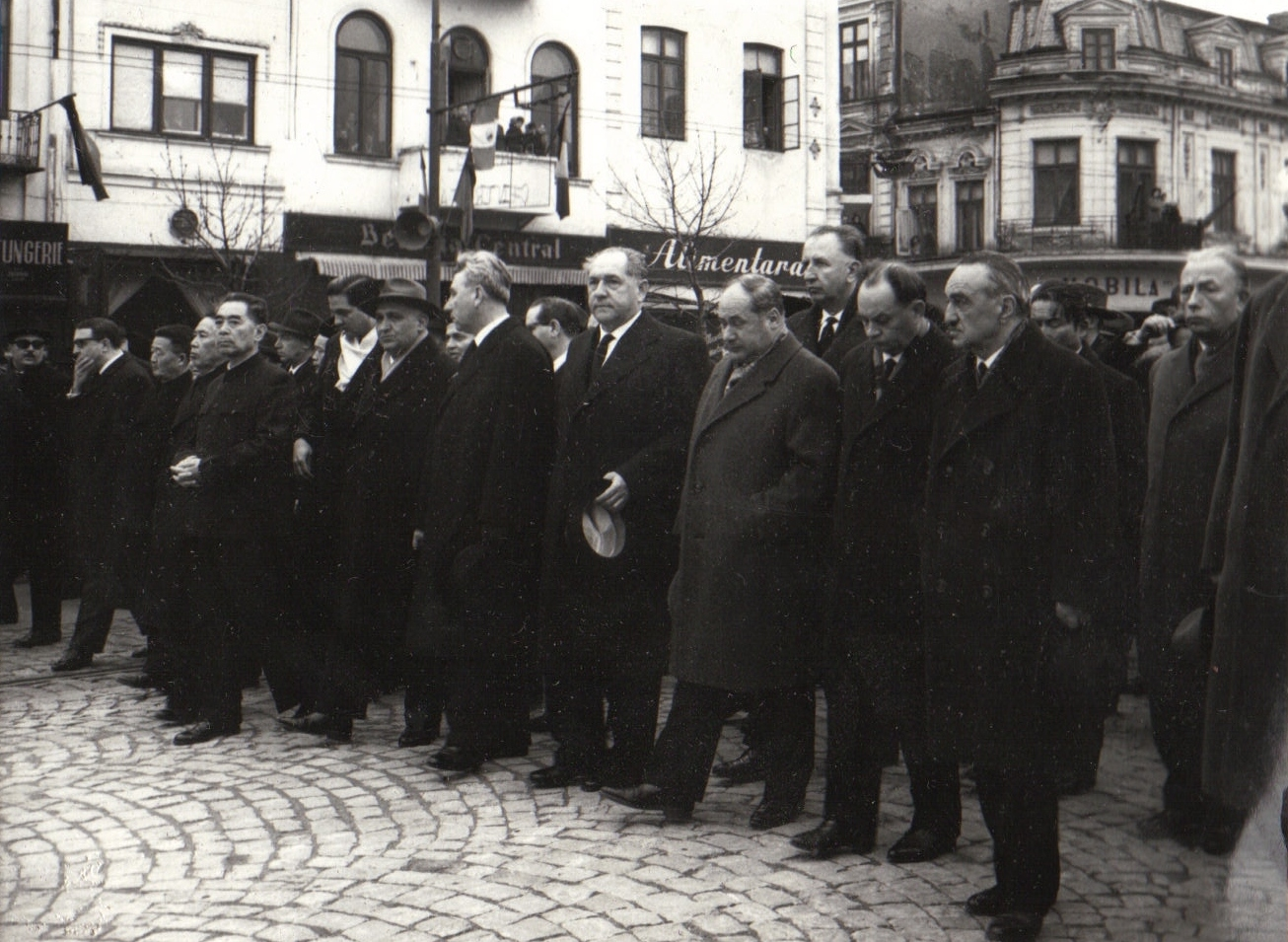
ゲオルギウ＝デジの葬儀に参列する各国の共産指導者たち（1965年3月24日）

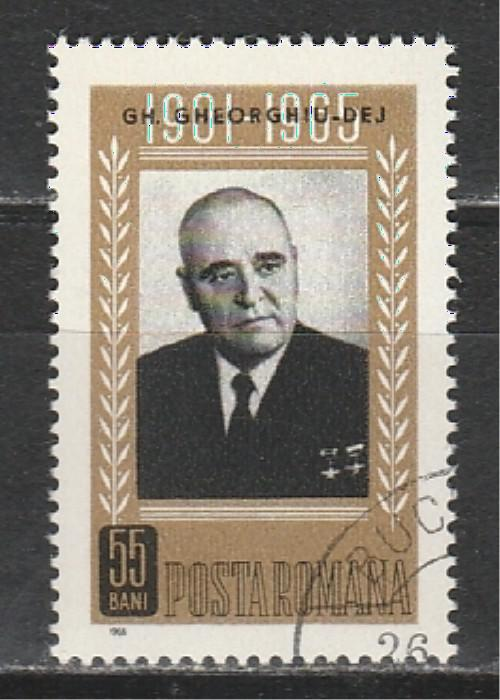
1966年に発行された、ゲオルギウ＝デジを追悼する切手

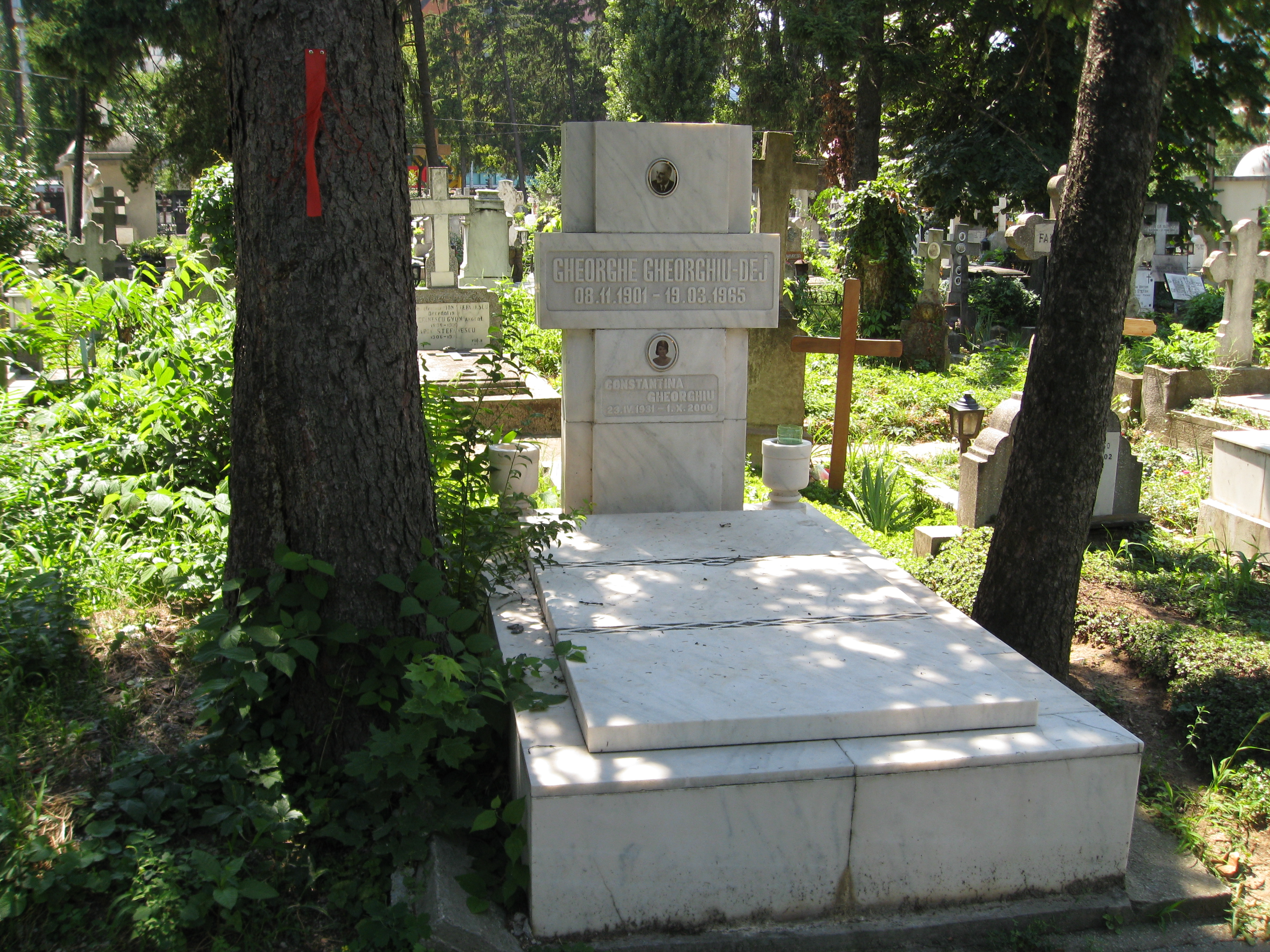
シェルバン・ヴォーダ墓地にあるゲオルギウ＝デジの墓

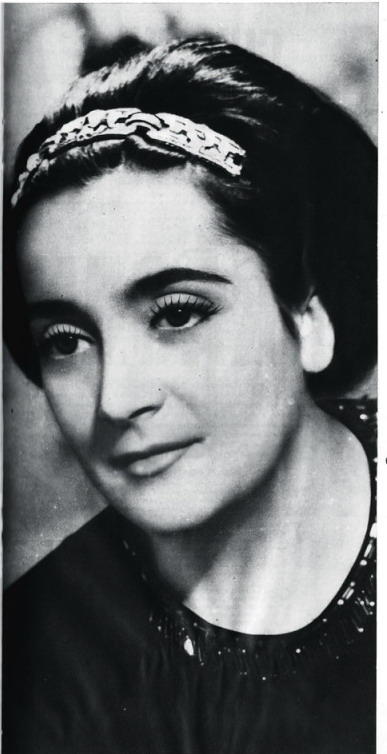
ゲオルギウ＝デジの長女、ヴァスィリカ

1965年3月19日、ゲオルギウ＝デジは、ブカレストにて肺癌で亡くなった。ゲオルゲ・アポストルは、自分が「ゲオルギウ＝デジ直々に後継者に指名された」と主張していたが、閣僚評議会議長のイオン・ゲオルゲ・マオレルはアポストルに対して敵意を抱いており、アポストルが権力を掌握するのを阻止し、代わりにゲオルギウ＝デジが子飼いにしていたニコラエ・チャウシェスクに党指導部をまとめさせた。1978年にアメリカ合衆国に亡命したセクリターテの幹部、イオン・ミハイ・パチェパ(Ion Mihai Pacepa)によれば、チャウシェスクが「クレムリンの最高指導部が殺した、あるいは殺そうとした10人の国際的指導者について語った」といい、その中にはゲオルギウ＝デジの名も含まれていた。
死後、ブカレストにある「Parcul Libertății」（「自由公園」、現在の「カロル一世公園」,Parcul Carol I）の霊廟に埋葬された。ルーマニア革命後の1991年に彼の遺骸が掘り起こされ、シェルバン・ヴォーダ墓地に再び埋葬された。ブカレスト工科大学は、ゲオルギウ＝デジに敬意を表し、1992年まで大学名を「Institutul Politehnic 'Gheorghe Gheorghiu-Dej' București」としていた。また、ロシアにある都市、リースキ(Лиски)は、ゲオルギウ＝デジに敬意を表して「Георгиу-Деж」と名付けられた。

## 家族
1926年にマリーア・ステレ・アレクセ(Maria Stere Alexe)と結婚し、ヴァスィリカ(Vasilica, 1928 - 1987)とコンスタンツァ(Constanţa, 1931-2000)、2人の娘を儲けた。長女のヴァスィリカはルーマニアの映画女優、リカ・ゲオルギウとして活躍した。

### 一次資料
- Chicago Tribune, July 4, 1964; p. 11; Tito Socialism Wins Support in Balkans; Donald Starr.

- The Times, Saturday, August 29, 1953; p. 7; Issue 52713; col F. "Communism In Rumania Arrests And Collectives In A Satellite State From Our Special Correspondent".

- The Times, Saturday, May 11, 1963; p. 7; Issue 55698; col C. "Comecon Meets In Warsaw Preparing For Party Secretaries' Talks".

- The Times, Tuesday, Nov 26, 1963; p. 9; Issue 55868; col D. "Rumania Leader At Yugoslavia Steel Centre Power Project On Danube".

- The Times, Monday, Apr 13, 1964; p. 10; Issue 55984; col A. "Mr. Khrushchev's Allies To Meet This Week Rumania Still Stands Aloof From China Dispute From Our Special Correspondent".

- The Times, Monday, Jun 08, 1964; p. 10; Issue 56032; col F. "Signs Of Coming Russian Clash With Rumania Background To President Tito's Leningrad Visit Today From Our Own Correspondent".

- The Times, Friday, Dec 11, 1964; p. 13; Issue 56192; col F. "Rumanian Drive For Independence".

- The Times, Friday, Jan 22, 1965; p. 9; Issue 56226; col A. "Warsaw Pact Warning On M.L.F. Counter-Measures Threatened".

- The Times, Thursday, Mar 25, 1965; p. 10; Issue 56279; col E. "Rumania Affirms Independence".

### 二次資料
- Dennis Deletant, Communist Terror in Romania: Gheorghiu-Dej and the Police State, 1948–1965 (New York: St. Martin's Press, 1999).

- Dennis Deletant, Romania under Communist Rule (Portland, OR: Center for Romanian Studies, 1998).

- Dennis Deletant, "The Securitate and the Police State in Romania: 1948–64," Intelligence and National Security 8, no. 4 (1993): 1–25.

- Stephen Fisher-Galați, Twentieth Century Rumania (New York: Columbia University Press, 1970).

- Johanna Granville,"Dej-a-Vu: Early Roots of Romania's Independence,"East European Quarterly, vol. XLII, no. 4 (Winter 2008), pp. 365–404.

- Bruce J. Courtney and  Joseph F. Harrington, Tweaking the Nose of the Russians: Fifty Years of American-Romanian Relations, 1940–1990 (East European Monographs, 1991).

- Tom Gallagher, Theft of a Nation: Romania Since Communism (Hurst & Company, 2005).

- Mary Ellen Fischer, Nicolae Ceaușescu and the Romanian Political Leadership: Nationalization and Personalization of Power (Skidmore College, 1983).

- Paul D. Quinlan,  The United States and Romania: American–Romanian Relations in the Twentieth Century (ARA Publications, 1988).

- Vladimir Tismăneanu, Fantoma lui Gheorghiu-Dej, Editura Univers, 1995.

- Vladimir Tismăneanu, Stalinism for All Seasons: A Political History of Romanian Communism (Berkeley: University of California Press, 2003).

- Comunismul românesc de la începuturi până la moartea lui Gh. Gheorghiu-Dej

| 党職                          | 党職                                   | 党職                          |
| ----------------------------- | -------------------------------------- | ----------------------------- |
| 先代 シュテファン・フォリシュ | ルーマニア共産党書記長 1944年–1954年   | 次代 ゲオルゲ・アポストル     |
| 先代 ゲオルゲ・アポストル     | ルーマニア労働者党書記長 1955年–1965年 | 次代 ニコラエ・チャウシェスク |